# Robert Milkins
Robert Milkins (Bristol, 6 de março de 1976) é um jogador inglês de snooker. É jogador profissional de snooker desde 1985.
Sua melhor colocação no ranking mundial de snooker foi o 12º lugar alcançado em 2014. Após 27 anos como profissional, ele conquistou seu primeiro título em provas do ranking mundial no Aberto do Gibraltar de 2022 (em inglês:  Gibraltar Open). Aos 46 anos, se tornou o campeão mais velho em seu primeiro título em um evento pontuável para o ranking desde o galês Doug Mountjoy cujo primeiro título foi o Campeonato do Reino Unido de 1988 (em inglês:  UK Championship).

## Carreira
Alcançou sua primeira semifinal em provas do ranking mundial no Masters da Irlanda de 2005 (em inglês:  Irish Masters), onde perdeu por 9–8 para o galês Matthew Stevens. Chegou à final do primeiro Shoot Out, realizado em 2011, mas acabou sendo derrotado para o compatriota Nigel Bond. No ano seguinte, fez seu segundo break máximo oficial – ambos nas eliminatórias do Campeonato Mundial (em inglês:  World Championship). Também foi Semifinalista no Open Mundial de 2012 (em inglês:  World Open). Em 2013, eliminou o australiano Neil Robertson no Campeonato Mundial, mas não passou das oitavas de final. No mesmo ano, foi semifinalista no Wuxi Classic e no Aberto da Austrália (em inglês:  Australian Open). Chegou à semifinais do Campeonato Internacional de 2014 (em inglês:  International Championship) e foi vice-campeão do Ruhr Open no mesmo ano. Na ocasião, entrou no top 16 do ranking mundial pela primeira vez. Em 2017, foi semifinalista no Welsh Open, e no ano seguinte, chegou novamente às oitavas de final do Campeonato Mundial.
Por fim, desfrutou de seu melhor momento na carreira ao conquistar sua primeiro prova pontuável para o ranking após 27 anos como profissional no Gibraltar Open de 2022, derrotando o compatriota Kyren Wilson por 4–2 na final.

## Finais na carreira
| Resultado | Ano  | Torneio             | Oponente na final | Placar | Ref.        |
| --------- | ---- | ------------------- | ----------------- | ------ | ----------- |
| Campeão   | 2022 | Aberto do Gibraltar | Kyren Wilson      | 9–8    | [ 2 ] [ 3 ] |

| Resultado | Ano  | Torneio        | Oponente na final | Placar | Ref. |
| --------- | ---- | -------------- | ----------------- | ------ | ---- |
| 2º lugar  | 2014 | Aberto do Ruhr | Shaun Murphy      | 0–4    |      |

| Resultado | Ano  | Torneio                         | Oponente na final | Placar | Ref.  |
| --------- | ---- | ------------------------------- | ----------------- | ------ | ----- |
| 2º lugar  | 1998 | Tour do Reino Unido – Evento 3  | Simon Bedford     | 4–6    |       |
| Campeão   | 2009 | Pro Challenge Series – Evento 3 | Joe Jogia         | 5–3    |       |
| 2º lugar  | 2011 | Snooker Shoot Out               | Nigel Bond        | 0–1    | [ 2 ] |

| Resultado | Ano  | Torneio     | Oponente na final | Placar | Ref. |
| --------- | ---- | ----------- | ----------------- | ------ | ---- |
| Campeão   | 2017 | Pink Ribbon | Rob James         | 4–2    |      |